# Жуково (Маєвська волость)
Жуково (рос. Жуково) — присілок в Новосокольницькому районі Псковської області Російської Федерації.
Населення становить 2 особи. Входить до складу муніципального утворення Маєвська волость.

## Історія
Від 2015 року входить до складу муніципального утворення Маєвська волость.

## Населення
| 2001 | 2002 | 2010 |
| ---- | ---- | ---- |
| 10   | ↘4   | ↘2   |